# (400007) 2006 HP91
(400007) 2006 HP91 es un asteroide perteneciente al cinturón de asteroides, descubierto el 29 de abril de 2006 por el equipo del Spacewatch desde el Observatorio Nacional de Kitt Peak, Arizona, Estados Unidos.

## Designación y nombre
Designado provisionalmente como 2006 HP91.

## Características orbitales
2006 HP91 está situado a una distancia media del Sol de 2,356 ua, pudiendo alejarse hasta 2,632 ua y acercarse hasta 2,081 ua. Su excentricidad es 0,116 y la inclinación orbital 7,475 grados. Emplea 1321,67 días en completar una órbita alrededor del Sol.

## Características físicas
La magnitud absoluta de 2006 HP91 es 17,2.